# Комаровка (Киштовський район)
Комаровка (рос. Комаровка) — присілок у Киштовському районі Новосибірської області Російської Федерації.
Входить до складу муніципального утворення Кулябінська сільрада. Населення становить 43 особи (2010).

## Історія
Згідно із законом від 2 червня 2004 року органом місцевого самоврядування є Кулябінська сільрада.

## Населення
| 2002 | 2007 | 2010 |
| ---- | ---- | ---- |
| 74   | ↘56  | ↘43  |